# Теплицька селищна територіальна громада
Теплицька селищна територіальна громада — територіальна громада в Україні, в Гайсинському районі Вінницької області. Адміністративний центр — селище Теплик.
Утворена 10 серпня 2018 року шляхом об'єднання Теплицької селищної ради та Веселівської, Костюківської, Пологівської, Росошанської, Сокирянської, Стражгородської, Удицької сільських рад Теплицького району.. Також до складу громади увійшли Бджільнянська, Залузька, Комарівська, Маломочульська, Погорільська, Сашанська, Степанівська сільські ради.
Площа громади - 808,92 км², населення - 21926 осіб. 
Згідно Закону України «Про внесення змін до деяких законів України щодо розвитку інституту старост» 29 жовтня 2021 року рішенням сесії селищної ради утворено 9 старостинських округів: 
- Степанівський старостинський округ з центром в селі Степанівка, до якого входять села Степанівка, Карабелівка, Марківка, Важне та селище Кублич;
- Стражгородський старостинський округ з центром в селі Стражгород, до якого входять села Стражгород, Розкошівка;
- Комарівський старостинський округ з центром в селі Комарівка, до якого входять села Комарівка, Іванів, Шевченківка та селище Розкошівка;
- Росошанський старостинський округ з центром в селі Росоша, до якого входять села Росоша, Кожухівка, Кам’янки;
- Удицький старостинський округ з центром в селі Удич, до якого входять села Удич, Червоний Кут, Погоріла, Кизими;
- Веселівський старостинський округ з центром в селі Веселівка, якого входять села Веселівка, Костюківка, Саша;
- Бджільнянський старостинський округ з центром в селі Бджільна, до якого входять села Бджільна, Червона Долина;
- Пологівський старостинський округ з центром в селі Пологи, до якого входять села Пологи, Лозовата, Сокиряни та селище Привітне;
- Маломочульський старостинський округ з центром в селі Мала Мочулка, до якого входять села Мала Мочулка, Мишарівка, Залужжя.

## Населені пункти
До складу громади входять 4 селища (Кублич, Привітне, Розкошівка, Теплик) і 27 сіл: Бджільна, Важне, Веселівка, Залужжя, Іванів, Кам'янки, Карабелівка, Кизими, Кожухівка, Комарівка, Костюківка, Лозовата, Мала Мочулка, Марківка, Мишарівка, Погоріла, Пологи, Розкошівка, Росоша, Саша, Сокиряни, Степанівка, Стражгород, Удич, Червона Долина, Червоний Кут, Шевченківка.